# Wapen van Pijnacker
Het wapen van Pijnacker werd op 24 juli 1816 per Koninklijk Besluit bevestigd in het gebruik door de Nederlandse gemeente Pijnacker (provincie Zuid-Holland). Het wapen bleef tot 1 januari 2002 in gebruik door de gemeente Pijnacker. Na de fusie met Nootdorp tot de gemeente Pijnacker-Nootdorp is het wapen opgegaan in het nieuwe gemeentewapen.

## Blazoenering
De blazoenering voor het wapen van Pijnacker luidde als volgt:
Van lazuur, beladen met een sautoir van goud.
Het wapen is in de rijkskleuren uitgevoerd en toont een andreaskruis op een blauw veld. Niet vermeld is dat het schild gedekt is door een kroon met 11 parels.

## Geschiedenis
De kleuren van het wapen zijn in verschillende bronnen anders omschreven. Sierksma schrijft over het gouden kruis op het blauwe veld dat het identiek is aan het wapen van Bourgondië, waaronder de heerlijkheid Pijnacker rechtstreeks viel. Het manuscript Beelaerts van Blokland vermeldt echter een blauw kruis op een zilveren schild. In de achttiende eeuw is het wapen ook beschreven als een zwart kruis op een zilveren ondergrond (de kleuren van het wapen van Delft). O. Schutte schrijft in 2003 in De Nederlandsche Leeuw in zijn artikel 'Het wapen van de nieuwe gemeente Pijnacker-Nootdorp': "Vergelijking met verschillende 18de-eeuwse bronnen doet zien, dat het hier waarschijnlijk een zwarte paal met een dito schuinbalk betreft op een zilveren veld, hetgeen later tot een schuinkruis is geworden en in 1816 in de Rijkskleuren is bevestigd". Bij de aanvraag heeft de gemeente de kleuren niet gespecificeerd, waardoor het wapen is verleend in de rijkskleuren.
In de achttiende eeuw werd het wapen afgebeeld met een vijfbladige kroon. De antieke gravenkroon op het wapen is niet aangevraagd door de gemeente, maar waarschijnlijk door de Hoge Raad van Adel toegekend op basis van het zegel dat bij de aanvraag van het wapen is overgelegd.
Het wapen is verder ongewijzigd gebleven tot de gemeentelijke herindeling. In het wapen van de gemeente Pijnacker-Nootdorp komt van het kruis een paal terug en ook de gravenkroon is overgenomen in het nieuwe wapen.